# اوبین لانگ
اوبین لانگ (انگلیسی: Aubin Long؛ زادهٔ ۲۰ مارس ۱۹۹۷) بازیکن فوتبال است.
از باشگاه‌هایی که در آن بازی کرده‌است می‌توان به باشگاه فوتبال سوشو اشاره کرد.